# 埃萨-佩卡·萨洛宁
埃萨-佩卡·萨洛宁 KBE（發音：[ˈesɑˌpekːɑ ˈsɑlonen] ⓘ；1958年6月30日—），芬兰指挥家，作曲家。他是爱乐乐团的首席指挥和艺术顾问，洛杉矶爱乐乐团的桂冠指挥，以及旧金山交响乐团的音乐总监。

## 简介
埃萨-佩卡·萨洛宁出生于芬兰赫尔辛基，曾在西贝柳斯音乐学院学习圆号、指挥、作曲，在意大利师从作曲家弗兰科·多纳托尼和尼科洛·卡斯蒂廖尼等人。1979年，萨洛宁首次登台指挥，合作的是芬兰广播交响乐团。
萨洛宁1983年临时代理指挥爱乐管弦乐团，开始跻身世界知名指挥行列，一年后他与洛杉矶爱乐乐团合作在美国首演，随后1992年接任该团音乐总监。萨洛宁1985至1994年担任爱乐管弦乐团首席客座指挥，1985至1995年担任瑞典广播交响乐团首席指挥。1992年成为洛杉矶爱乐乐团音乐总监后，萨洛宁多次带团在欧美、日本等地巡演，萨尔茨堡音乐节在内的世界知名音乐节也有他们的身影。
萨洛宁合作过的乐团还包括巴黎管弦乐团、纽约爱乐乐团、芝加哥交响乐团、大都会歌剧院等等，2008/2009乐季开始他成为爱乐管弦乐团的首席指挥兼艺术顾问。

## 荣誉

### 外国勋章奖章
- 艺术与文学勋章（法国，1998年）
- 大英帝国爵级司令勋章（英国，2020年[2]）

### 奖项
- 1993年：奇吉亞納音樂學院（英语：Accademia Musicale Chigiana）奖
- 1995年：皇家爱乐协会音乐奖（英语：Royal Philharmonic Society Music Awards）（歌剧）
- 1997年：皇家爱乐协会音乐奖（指挥）
- 2003年：西贝柳斯音乐学院荣誉博士学位
- 2006年：《音乐美国（英语：Musical America）》杂志年度音乐家
- 2010年：美国文理科学院院士
- 2013年：回声音乐古典奖年度指挥家[3]